# ليونيد برونيفوي
ليونيد برونيفوي (بالروسية: Леони́д Серге́евич Бронево́й) (مواليد 17 ديسمبر 1928 في كييف، الاتحاد السوفيتي - الوفاة 9 ديسمبر 2017)، هو ممثل سينمائي ومسرحي روسي بدأ مسيرته الفنية سنة 1964. اشتُهر من خلال تمثيله في مسلسل سبع عشرة لحظة من الربيع (1973)، وزادت شهرته بدوره في فيلم بوابة بوكروفسكي (1982). حاز على جائزة فنان الشعب في الاتحاد السوفيتي سنة 1987.

## الأداء المسرحي
قدم برونيفوي عروضاً مسرحية في أكبر المسارح الروسية مسرح لينكوم في موسكو ويإشرافٍ مباشر من المخرج الشهير مارك زاخاروف. كما عمل برونيفوي العديد من الأعمال بمسرح موسكو للدراما في مالايا برونايا، ومسرح الدراما في إيركوتسك.

## وصلات خارجية
- ليونيد برونيفوي على موقع IMDb (الإنجليزية)
- ليونيد برونيفوي على موقع ميوزك برينز (الإنجليزية)
- ليونيد برونيفوي على موقع أول موفي (الإنجليزية)
- ليونيد برونيفوي على موقع قاعدة بيانات الفيلم (الإنجليزية)
- ليونيد برونيفوي على موقع كينوبويسك (الروسية)